# Kolymagebirge
Das Kolymagebirge (russisch Колымское нагорье, Kolymskoje nagorje oder Колымский хребет, Kolymski chrebet; auch Гыдан oder Гедан, Gydan oder Gedan) ist ein ausgedehntes, zum größten Teil in der Oblast Magadan gelegenes und bis 1962 m hohes Bergland im Nordosten im asiatischen Teil Russlands.

## Geographie
Das Kolymagebirge als Teil des ostsibirischen Berglandes besteht aus einer Reihe einzelner Bergketten bzw. Gebirge und Plateaus, welche das Becken der Kolyma im Norden von den Becken in das Ochotskische Meer im Süden bzw. Südosten mündender Flüsse trennen. Es erstreckt sich über etwa 1300 km von den Oberläufen der Flüsse Ola und Bujunda im Südwesten bis zu den Quellen des Anadyr im Nordosten.
Im Westen schließt sich über das Tal der Kolyma das Werchojansker Gebirge, im Nordwesten das Tscherskigebirge und das Jukagirenplateau an. Im Norden geht das Kolymagebirge in das Anjuigebirge, im Nordosten in das Anadyr-Plateau und im Osten über einige Hochlandgebiete nach und nach in das Korjakengebirge über.
Im südwestlichen Teil des Kolymagebirges überwiegen Plateaus, welche von kurzen, 1500–1800 m hohen Kämmen und Granitmassiven überragt werden. In nordöstlicher Richtung schließt sich eine Reihe durch tektonische Senken getrennter Bergketten an, darunter:
- das Maimandschagebirge mit einer Höhe von bis zu 1800 m
- das Olaplateau, über welches der Kolymatrakt das Kolymagebirge überwindet (die in den Zeiten des Gulag angelegte befestigte Straße, welche Magadan mit den Oberläufen von Kolyma und Indigirka sowie dem Osten der Republik Sacha (Jakutien) verbindet)
- die Seimtschan-Bujunda-Senke
- das Omsuktschangebirge, mit dem 1962 m hohen höchsten Berg des Kolymagebirges
- die Omsuktschansenke
- das Korkodongebirge
- das Kedongebirge
- die Obere Kedonsenke
- das Kongagebirge
- das Molongdagebirge

Im Kolymagebirge entspringen die rechten Nebenflüsse der Kolyma Balygytschan, Bujunda, Korkodon, Omolon und Sugoi sowie die zum Ochotskischen Meer abfließende Penschina.

## Geologie
Zwischen dem Kolyma-Nebenfluss Korkodon und der Ola liegt das plateauartige Omoloimassiv, welches von proterozoischen Gneisen und kristallinen Schiefern gebildet wird. Der westliche Teil des Kolymagebirges wird hauptsächlich von Sedimentgesteinen aus Perm, Trias und Jura gebildet, während im östlichen Teil Effusivgesteine überwiegen. Mit den zahlreichen mesozoischen Granitintrusionen ist Gold-, Zinn- und Seltenerdmetallvererzung verbunden. In den Senken sind Steinkohle- und Braunkohlelagerstätten sowie Thermalquellen.

## Klima
Das Klima am Westhang des Kolymagebirges ist streng kontinental: die mittleren Julitemperaturen betragen 8–10 °С, die mittleren Januartemperaturen −40 °С. Die Sommer sind trocken. An der Südostflanke des Gebirges herrscht feuchtkaltes, windiges Monsunklima mit mittleren Julitemperaturen von 4 °С, und mittleren Januartemperaturen von −20 °С.

## Vegetation
Zwei Drittel der Fläche des Kolymagebirges sind waldfrei. Es überwiegen Moos- und Flechtentundra sowie Krummholz aus Sibirischer Zirbelkiefer. Die Täler sowie die Hänge bis zu einer Höhe von 500 m im Norden und 800 m im Süden sind von lichten Lärchenwäldern bedeckt. In den Flusstälern sind auch Auwälder verbreitet.

## Wirtschaft
Im Kolymagebirge (an der Kolyma und ihren Nebenflüssen) wurde (besonders in den Zeiten des Gulag) und wird nach Gold geschürft, siehe Goldgewinnung an der Kolyma. Außerdem werden Zinn und Seltenerdmetalle gefördert. Für den lokalen und regionalen Bedarf werden kleinere Kohlelagerstätten ausgebeutet.